# Diceratella canescens
Diceratella canescens är en korsblommig växtart som först beskrevs av Pierre Edmond Boissier, och fick sitt nu gällande namn av Pierre Edmond Boissier. Diceratella canescens ingår i släktet Diceratella och familjen korsblommiga växter. Inga underarter finns listade i Catalogue of Life.